# Zonuline

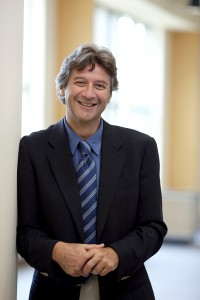
Le Dr Alessio Fasano, spécialiste de la Zonuline

La zonuline est une protéine impliquée dans la régulation de la perméabilité épithéliale et endothéliale.
Elle est notamment produite au niveau hépatique et de la surface apicale des entérocytes de la muqueuse intestinale, en agissant au niveau des jonctions serrées (tight junction en anglais). Son rôle physiopathologique spécifique dans bon nombre de maladies est de mieux en mieux compris. Le docteur Alessio Fasano, spécialiste mondial reconnu de la zonuline depuis de nombreuses années, propose la perte de la fonction de barrière intestinale, liée à une augmentation de la zonuline, comme une étape essentielle pour initier le processus inflammatoire. Dans la maladie cœliaque et le diabète de type 1, les recherches montrent que la gliadine est le déclencheur de la libération de zonuline, entraînant un dysfonctionnement de la barrière intestinale. Dans d'autres maladies inflammatoires chroniques (MIC), l'instigateur spécifique provoquant une libération accrue de zonuline n'est pas connu. Une dysbiose du microbiote intestinal, surtout si elle implique la prolifération de bactéries gram négatif, en produisant de grandes quantités de lipopolysaccharide (LPS) peut provoquer la libération de zonuline, entraînant le passage accru du contenu luminal (bactéries, produits bactériens et antigènes alimentaires) au travers une barrière épithéliale intestinale rendue inefficace et hyperperméable, à la suite de la destructuration des jonctions serrées entre les entérocytes. Il s'ensuit une puissante stimulation du système immunitaire sous-muqueux ou tissu lymphoïde associé au tube digestif (GALT pour Gut Associated Lymphoid Tissue) qui va la libérer d'importantes quantités de cytokines pro-inflammatoires. Cette présence de cytokines renforce finalement l'hyper-perméabilité intestinale, ce qui provoque un afflux massif d’antigènes alimentaires et microbiens en sous-muqueux, y entraînant l’activation des lymphocytes T. La stimulation du réseau neuroendocrinien entourant l'intestin participe également au phénomène d'hyper-perméabilité intestinale. En fonction de la constitution génétique de l'hôte, ces cellules T peuvent soit rester dans le tractus gastro-intestinal, y provoquant une MIC de l'intestin (MICI: maladie inflammatoire chronique de l'intestin comme la maladie de Crohn ou la rectocolite ulcérohémorragique) ou une maladie cœliaque (MC), soit migrer vers d'autres organes distants pour y provoquer une MIC systémique. Les recherches utilisant l'acétate de larazotide (AT-1001), un antagoniste de la zonuline, dans des modèles animaux et actuellement dans des essais cliniques humains, ont non seulement confirmé le rôle pathogène de la zonuline dans de nombreuses MIC, mais elles ont également ouvert la possibilité d'un éventuel usage thérapeutique non seulement dans le traitement de la maladie cœliaque, mais aussi dans d'autres MIC dans lesquels un rôle pathogène de la zonuline a été supposé ou prouvé. Des recherches supplémentaires sont cependant nécessaires pour comprendre complètement le mécanisme que joue la zonuline dans le développement, la pathogenèse et la progression de plusieurs MIC.

## Physiopathologie
La zonuline est un régulateur de première importance de la fonction de barrière qui est assurée par la cohésion inter-cellulaire au sein des parois épithéliales et endothéliales. Le passage accru d'antigènes à travers d'une paroi intestinale rendue hyper-perméable est associé à une réponse immunitaire altérée chez les individus génétiquement prédisposés. Ce phénomène peut éventuellement mener au déclenchement de la maladie, puis à son passage à chronicité, voire à son aggravation progressive. Or, l'incidence de ces maladies inflammatoires chroniques (MIC) dans les pays industrialisés est en augmentation constante depuis les années 50, ce qui justifie les efforts pour parvenir à une meilleure compréhension des mécanismes qui les déclenchent ou les entretiennent. Ces MIC, qu'elles soient allergiques, auto-immunes ou métaboliques, nécessitent avant tout une prédisposition génétique de l'individu qui perturbe notamment sa réponse immunitaire. Elles dépendent également de divers déclencheurs environnementaux (stress, carences nutritionnelles, infections virales, dysbioses intestinales, gliadine du gluten, alcool, médicaments, etc.). En raison de la suprématie de ces facteurs environnementaux sur les facteurs génétiques, seuls moins de 10 % des sujets qui présentent un risque génétique envers une maladie donnée ne vont la déclarer. 
Or, dès 2001, on a prouvé que les bactéries commensales de l'intestin avaient un effet sur la perméabilité intestinale et que des modifications de la composition du microbiote peuvent conduire à des MIC. En agissant sur les jonctions serrées (Tigh junctions) qui assurent la cohésion inter-cellulaire, la zonuline est actuellement le seul modulateur physiologique connu de la perméabilité épithéliale, phénomène crucial dans le développement de plusieurs MIC. Ceci explique notamment l'implication de la zonuline, et de l'hyper-perméabilité intestinale,, qui en découle, dans le développement des MIC,,. 
Dans des circonstances physiologiques normales, un passage modéré d'antigènes alimentaires et bactériens à travers la muqueuse intestinale est étroitement modulé par différents mécanismes, ce qui conduit au phénomène de tolérance muqueuse. Mais différents stimuli, notamment alimentaires, médicamenteux ou liés au stress, ainsi que des désordres immunitaires innés ou acquis, peuvent provoquer un déséquilibre du microbiote. Cette dysbiose, en produisant des toxines tel le LPS, déclenche la libération excessive de zonuline qui entraîne une hyper-perméabilité intestinale, permettant un passage accru d'antigènes provenant de la lumière intestinale vers la lamina propria. Ces antigènes y activent l'immunité innée sous-muqueuse, provoquant ainsi la libération d'IFN-γ (interféron gamma) et de TNF-α (facteur de nécrose tumorale), ce qui exacerbe l'hyper-perméabilité intestinale et la réponse immunitaire. Cela conduit à un cercle vicieux qui provoque une rupture de tolérance et, finalement, l'apparition de MIC chez des individus génétiquement prédisposés. Finalement, c'est le terrain génétique spécifique à chaque individu qui déterminera quel organe ou quel tissu sera éventuellement ciblé par le processus inflammatoire.
La libération de zonuline est induite par des peptides provenant des bactéries intestinales, notamment le lipopolysaccharide ou LPS. En plus de entérotoxines produites, plusieurs pathogènes entériques, comme Escherichia coli et Salmonella typhi provoquent une libération de zonuline lorsqu'ils sont directement appliqués sur la surface apicale des entérocytes. 
La gliadine du gluten est l'autre déclencheur de la libération de zonuline,. La gliadine appliquée sur la surface apicale des entérocytes y provoque la libération de zonuline et une augmentation subséquente de la perméabilité de la paroi intestinale. L'augmentation de la perméabilité, mais non la libération de zonuline, a été bloquée par le prétraitement avec l'inhibiteur de zonuline AT-1001. Les peptides spécifiques issus de la gliadine sont capables de se lier au récepteur CXCR3 sur la surface apicale des entérocytes entraînant une libération de zonuline dépendante de MyD88, molécule clé dans la voie de signalisation des toll-like receptor (TLR). Le récepteur CXCR3 est également sur-exprimée sur la surface apicale des patients cœliaques. 
Pour initier le désassemblage des jonctions serrées, il est proposé que la zonuline active, par phosphorylation l,e récepteur du facteur de croissance épidermique (EGFR) via le récepteur 2 activé par la protéinase (PAR 2 ) ainsi que le récepteur PAR 2 couplé à la protéine G, qui transactive le EGFR. L'activation de ces deux récepteurs diminue la résistance électrique transépithéliale, entraînant ainsi une augmentation de la perméabilité intestinale. L'observation que Zot active les cascades intracellulaires conduisant à la polymérisation de l'actine médiée par la protéine kinase C α suggère que la modulation du cytosquelette est impliquée dans l'amélioration de la perméabilité intestinale. Comme Zot et la zonuline sont des analogues, un mécanisme d'activation similaire associé à la zonuline est suspecté. 
Le désassemblage réversible des jonctions serrées entraînant une hyper-perméabilité intestinale par augmentation du passage d'antigènes et de grosses molécules via la voie paracellulaire stimule le tissu lymphoïde associé à l'intestin ainsi que le réseau neuroendocrinien du tube digestif. Il s'ensuit une augmentation des taux de myéloperoxydase (MPO), un marqueur d'infiltration des neutrophiles dans la muqueuse intestinale, ainsi que la stimulation de la production de cytokines pro-inflammatoires telles que interleukine (IL) -1β, facteur de nécrose tumorale α (TNFα), IL-6, -8, -15 et facteur chimiotactique des monocytes,. 
La gliadine est également capable de provoquer une libération de zonuline et de cytokines pro-inflammatoires au niveau des macrophages par un mécanisme similaire à la réponse observée après une exposition bactérienne. La libération de zonuline par les macrophages est également dépendante de MyD88, mais indépendante de TLR2 et TLR4.
La zonuline est impliquée dans de nombreuses MIC. La maladie cœliaque (CD) et le diabète de type 1 (DT1), sont deux pathologies dans lesquelles le rôle de la zonuline a été bien démontré. Dans les autres MIC la zonuline est augmentée mais le mécanisme précis n’a pas encore été décrit.
Outre la gliadine, de nombreuses autres phénomènes participent à la libération de zonuline et à l'hyper-perméabilité subséquente: les entérobactéries avec leur libération de LPS,, notamment en cas de colonisation bactérienne chronique de l'intestin grêle ou de bactéries entéro-pathogènes, la prise d'AINS ou d'alcool, les acides biliaires,, le stress oxydant exagéré, les stress psychologiques, les alarmines.
Les alarmines sont un groupe de molécules endogènes à rôle homéostatique capables d'alerter le système immunitaire après leur libération active ou passive par les cellules endommagées. Ces molécules a été mis en évidence notamment dans les maladies rhumatismales et comprennent entre autres HMGB1, les protéines S100A8/A9 et S100A12, les protéines de choc thermique (HSP) et des métabolites de la purine (par exemple, l’acide urique, l’ATP), les protéines de matrice modifiées et l’interleukine-33 (IL-33).

## Muqueuse intestinale
La paroi de l'intestin grêle humain est composée d'une seule et fine couche de cellules épithéliales, recouverte d'un mucus protecteur et reposant sur une membrane basale. Quand on calcule sa superficie totale, en déplissant toutes les villosités, on arrive au nombre impressionnant de 400m2, ce qui représente de loin la plus grande interface entre l'environnement et l'intérieur du corps humain. Une muqueuse intestinale fine comme une feuille de papier à cigarette et possédant une surface d'échange aussi impressionnante nécessite, d'une part, une bonne cohésion entre les cellules épithéliales et, d'autre part, un système immunitaire sous-jacent très efficace. C'est ainsi qu'environ 70 % de tout notre système immunitaire entoure l'intestin, en formant ce que l'on appelle le GALT (Gut Associated Lymphoid Tissue) ou tissu lymphoïde associé au tube digestif. 
Une telle superficie et une telle finesse sont en rapport avec son rôle primordial qu'est l'assimilation efficace, rapide, mais néanmoins sélective des nutriments. Cette sélectivité est assurée par une cohésion quasi parfaite entre les parois latérales des entérocytes adjacents. Le tout est complété par une couche de mucus protecteur, qui a toute son importance également. Lorsque la moindre défaillance apparaît au sein de cette barrière de la muqueuse intestinale, elle participe inévitablement au développement potentiel de pathologies aussi variées que nombreuses. N'oublions pas que la lumière intestinale possède une flore bactérienne potentiellement dangereuse. La protection contre ces microorganismes et leurs toxines doit être particulièrement efficace. En outre, les aliments présents dans la lumière intestinales constituent une source importante d'antigènes puissants pour notre organisme. 

## Jonctions serrées
Les cellules épithéliales sont maintenues ensemble par des jonctions serrées, des jonctions adhérentes et des desmosomes. Mais ces jonctions serrées ne constituent pas une barrière imperméable et permanente, en bloquant le passage paracellulaire à toute macromolécule, de façon stricte et continue. Ce sont par contre des structures dynamiques qui sont impliquées dans la régulation physiologique et pathologique du passage inter-cellulaire d'antigènes, de macromolécules et de germes intestinaux.
Les jonctions serrées sont les complexes de jonction les plus apicaux reliant fermement deux cellules épithéliales ou endothéliales voisines, en assurant ainsi l'étanchéité de la paroi. Elles sont constitués de protéines transmembranaires comprenant, entre autres, des occludines, claudines, molécules d'adhésion jonctionnelle (JAM), tricellulin, et angulines. Ces protéines transmembranaires interagissent entre elles et avec des protéines intracellulaires, notamment les zonula occludens (ZO), qui sont ancrées au cytosquelette d'actine. L'interaction des occludines, des claudines, des JAM et des tricellulines entre deux cellules adjacentes et avec les ZO contrôle le passage paracellulaire.
La régulation des jonctions serrées est essentielle au maintien de l'homéostasie de la barrière, à la fois entre les différents compartiments corporels et entre le corps et l'environnement externe. Lors d’une inflammation, des cytokines telles que le TNF-α ou l'IFN-γ entraînent une hyperperméabilité intestinale (Leaky Gut Syndrom en anglais). L'effet du TNF-α sur la barrière intestinale est impliqué dans les maladies inflammatoires de l'intestin, telle que la maladie de Crohn (MC), la maladie du greffon contre l'hôte et la maladie cœliaque (MC). C'est pour cette raison que l'on prescrit des anti-TNF dans la maladie de Crohn.
Les récepteurs transmembranaires Toll-like (TLR) reconnaissent des fragments microbiens (Flagelles, LPS, etc.) et adaptent la réponse immunitaire. TLR2, exprimé sur la plupart des cellules intestinales, cible aussi bien les bactéries gram-négatives que gram-positives. Sa stimulation exerce un effet protecteur sur la perméabilité intestinale.

## Hyperperméabilité intestinale
Une hyperperméabilité intestinale se retrouve dans de nombreuses MIC, dont les maladies inflammatoires de l'intestin ou MICI que sont la maladie de Crohn (MCr) et la rectocolite ulcérohémorragique (RCUH), la maladie cœliaque (MC),,,, le syndrome de l'intestin irritable (SII ou IBS), entérocolites nécrosantes,,. Cette hyper-perméabilité intestinale est également présente lors des poussées de maladie auto-immune (MAI) comme la sclérose en plaques (SEP), la polyarthrite rhumatoïde (PR), le diabète de type 1 (T1D) ou l'asthme,, pour n'en citer que quelques-unes. On la retrouve aussi lors de troubles du spectre autistique (TSA). 
Dans des conditions physiologiques normales, la majorité (environ 90 %) des antigènes qui traversent l'épithélium intestinal passent par la voie transcellulaire, absorbés par les microvillosités du plateau absorbant situé sur la face apicale des entérocytes. La voie transcellulaire est finement régulée et conduit à la dégradation lysosomiale des antigènes en petits peptides non immunogènes. Les 10 % restants des grosses molécules traversent l'épithélium par la voie paracellulaire, donc entre deux entérocytes contigus, sous forme de protéines intégrales intactes ou de peptides partiellement digérés. Ce passage d'antigènes est étroitement régulé par la modulation de la perméabilité intestinale, ce qui, en conditions normales, permet le développement du phénomène de tolérance antigénique. 
Par contre une hyperperméabilité intestinale, faisant suite à l'altération des jonctions serrées, contribuera au développement de maladies inflammatoires chroniques, à condition que des caractères génétiques le permettent. L'hyper-perméabilité intestinale influence donc le système immunitaire sous-muqueuse en entraînant une augmentation de l' IFN-γ et l' IL-10, particulièrement en présence d'un microbiote anormal. Une telle dysbiose se retrouve notamment en présence d'une colonisation bactérienne chronique de l'intestin grêle (CBCG ou SIBO, terme anglais souvent utilisé et acronyme de Small Intestinal Bacterial Overgrowth) qui est une pathologie fréquente, mais malheureusement encore trop méconnue de la plupart des thérapeutes, et qu'il faudrait rechercher et traiter systématiquement devant un tableau de maladie chronique. 

## Régulation des jonctions serrées
La Zonula occludens toxine (Zot), est une entérotoxine du Vibrio cholera qui est capable d’ouvrir de manière réversible les jonctions serrées inter-cellulaires. Via une signalisation intracellulaire complexe, elle entraîne le désassemblage des complexes de jonction serrées, en agissant sur zonula occludens, une de leurs principales protéines constitutives. De la même façon, la zonuline est capable d'augmenter la perméabilité à la fois du jéjunum et de l'iléon distal. Des souris exposées à la zonuline montrent une augmentation de la perméabilité gastro-duodénale et de l'intestin grêle pendant les 24 heures suivant l'exposition. En cas de maladie cœliaque on observe une augmentation des niveaux de zonuline.

## Précurseure de l'haptoglobine 2
La zonuline est précurseure de l'haptoglobine 2 (HP2) et perd ses effets lorsqu'elle est scindée sous sa forme mature HP2. 
L'haptoglobine (HP) est une protéine apparue il y a 450 millions d'années chez des poissons osseux. Sa fonction principale est de se lier à l'hémoglobine libre (Hb) afin de prévenir le stress oxydatif. Le complexe HP-Hb est éliminé par les monocytes/macrophages. Chez l’humain, HP se trouve sous 2 formes HP1 et HP2. HP subit un clivage enzymatique en une chaîne α et β. La chaîne β est identique dans Hp1 et Hp2, alors que la chaîne α existe sous 2 formes, α-1 et α-2, correspondant à HP1 et HP2, contenant un domaine de contrôle du complément,. Donc 3 combinaisons génétiques sont possibles chez l'humain : HP1-1 (HP1 homozygote), HP2-1 (HP2-1 hétérozygote) et HP2-2 (HP2 homozygote). Après le clivage de la pré-HP, les chaînes α et β forment des polymères qui sont la forme fonctionnelle mature de HP. 
Avant la découverte de la zonuline en tant que pré-HP2, aucune fonction biologique ne lui était connue. Fait intéressant, la HP était historiquement utilisée cliniquement comme marqueur de l’inflammation générale, semblable à la C-réactive protéine (CRP). La découverte de la zonuline en tant que pré-HP2 explique les niveaux élevés de HP au cours de l’inflammation.
Parmi les 23 maladies liés à HP, 11 se sont révélées plus fréquentes chez les patients présentant le génotype HP2-1 ou HP2-2 64. Le phénotype HP2-2 a également été associée à un pronostic plus mauvais des maladies infectieuses telles que le VIH et la tuberculose. HP2 a également été associé à des troubles auto-immuns, comme la maladie cœliaque, ou la maladie de Crohn,, à des troubles neurologiques tels que l'épilepsie ou la schizophrénie, ainsi qu'à des complications du diabète (néphropathie et rétinopathie), ainsi que la maladie de Chagas,.

## Diagnostic
Les dosages sériques ou fécaux de la Zonuline sont un indicateur fonctionnel de la perméabilité intestinale. Sa surproduction est mise en cause, entre autres, dans les maladies auto-immunes et inflammatoires,. Sa production peut se voir accrue en cas d'exposition à des agents pathogènes, des pesticides, des bactéries, des perturbateurs endocriniens ou en cas d'alimentation non adaptée, par exemple le gluten, pour ceux qui y sont allergiques ou intolérants. 
Selon une étude parue en 2019, ce n'est malheureusement pas la protéine de zonuline réelle (ou préhaptoglobine-2) qui est détectée par certains kits de dosage commercialisés actuellement. L'antigène détecté correspond à l'haptoglobine et au complément C3 pour le test fabriqué par CUSABIO (Wuhan, Chine) et au complément C3 pour le test fabriqué par Immundiagnostik AG (Bensheim, Allemagne). Il est donc conseillé de faire preuve de prudence avant de considérer la mesure de la zonuline dans le sérum comme marqueur de l'intégrité de la barrière muqueuse intestinale. 
La zonuline est sécrétée non seulement au niveau de la surface apicale des entérocytes, mais également en grande quantité par le foie. Toute pathologie hépatique, telle qu'une hépatite C ou B, une hépatite chronique, une cirrhose, surtout en présence d'une ascite, traduisant la gravité de l'atteinte, s'accompagne d'une diminution des concentrations sériques de zonuline. 

## Traitements
Il faut rechercher et traiter simultanément toutes les causes sous-jacentes en cas d'augmentation de la zonuline sérique.
- Suppression ou réduction, si possible, des médicaments toxiques, tels les anti-inflammatoires stéroïdiens (dérivés de la cortisone) ou non-stéroïdiens (AINS) tel l'ibuprofène
- Suppression ou nette réduction de la prise d'alcool
- Prise en charge d'une dysbiose colique ou d'une colonisation bactérienne chronique du grêle
- Régime sans gluten strict pour les patients atteints de maladie cœliaque, de dermatite herpétique, d'ataxie au gluten et d'allergie au blé.
- Réduction des aliments riches en gluten, en cas de sensibilité non-cœliaque au gluten (SNCG). Dans ce cas, un régime diminuant les apports d'aliments riches en FODMAP est aussi une option à envisager sérieusement. Les aliments riches en gluten représentant également une source importante de FODMAP. Ces derniers, en fermentant excessivement à la suite d'une colonisation bactérienne chronique de l'intestin grêle (CBCG ou SIBO) sont à l'origine non seulement des troubles ressentis par le patient, mais ils servent de nourriture aux bactéries se trouvant en excès au niveau de l'intestin grêle. Ces dernières, en produisant des entérotoxines comme le LPS ou lipopolysaccharide, augmentent la libération de zonuline, via leur fixation sur les TLR des entérocytes. L'hyper-perméabilité intestinale qui en découle explique les symptômes généraux ressentis par les patients.
- En présence d'une maladie auto-immune, la réduction des céréales riches en gluten, voire un régime sans gluten, peuvent être sérieusement envisagées en raison de la potentialisation des phénomènes inflammatoires par la gliadine.
- Gérer le stress-oxydant
- Diminuer les stress psychologiques

## Pathologies impliquées

### Troubles auto-immuns

#### Maladie cœliaque
La MC est une entéropathie auto-immune déclenchée par l'ingestion de céréales contenant du gluten chez des individus génétiquement prédisposés. La MC est une maladie génétique complexe dans laquelle de nombreuses associations de gènes ont été identifiées. Le statut HLA a été identifié comme représentant jusqu'à 40 % de la charge génétique. La présence de DQ2 ou de DQ8 est nécessaire mais non suffisante pour développer une MC, car environ 40 % de la population en général a également DQ2 ou DQ8. L'ingestion de gluten chez les patients atteints de MC provoque la destruction des villosités intestinales. Le diagnostic repose sur un dépistage sérologique montrant la présence d’auto-anticorps anti-enzyme transglutaminase tissulaire, suivie d'une endoscopie gastro-duodénale avec biopsie duodénale montrant une entéropathie auto-immune cœliaque typique caractérisée par la présence de lymphocytes intraépithéliaux, une hyperplasie dans les cryptes et un émoussement des villosités. Les options thérapeutiques actuelles se limitent à un régime strict et à vie sans gluten (RSG). Le RSG permet à la muqueuse intestinale de guérir et à l’architecture des villosités de revenir à la normale dans de nombreux cas. La MC est une maladie systémique qui peut toucher de nombreux organes et provoquer plusieurs symptômes extra-intestinaux. 
Le gluten est une molécule complexe composée de gliadine et de gluténines. La gliadine est une sous-unité de la protéine gluten qui se trouve dans le blé, le seigle et l’orge. Des recherches approfondies ont permis d'identifier au moins 50 épitopes toxiques. Leurs effets incluent la cytotoxicité, l'immunomodulation et la perturbation de la barrière de la muqueuse intestinale. Le fragment d'α-gliadine a été cartographié avec des domaines spécifiques exerçant différents effets sur le corps. Le peptide 31-43 exerce un effet cytotoxique, le 57-89 (appelé 33mer) exerce un effet immunomodulateur, le 111-130 et le 151-170 sont capables de se lier à CXCR3 et de libérer la zonuline et que le 261-277 provoque la libération d'interleukine 8 (IL-8).
La MC a été utilisée comme modèle pour étudier l’effet de la zonuline puisque son implication dans le développement et la pathogenèse de la maladie a été bien documentée,,,,,,,,,,,. Chez les patients cœliaques, la zonuline est libérée en quantité importante après l'ingestion de gluten. La libération de zonuline peut être mesurée à la fois chez les patients CD en rémission et chez les témoins sains, bien que chez les témoins en bonne santé, le niveau de libération de zonuline soit plus faible et étroitement régulé, la zonuline revenant à son niveau initial dans les 20 minutes. À l'inverse, les patients CD présentent une libération de zonuline beaucoup plus intense et prolongée après la stimulation par la gliadine, suivie d'une augmentation significative de la perméabilité intestinale. La libération de zonuline et l'augmentation subséquente de la perméabilité intestinale ont été bloquées à l'aide de l'antagoniste de la zonuline AT-1001. Les patients CD en rémission complète sans stimulation par de la gliadine ont des taux sanguins de zonuline augmentés et corrélés à une augmentation de la perméabilité par rapport aux témoins sains. 
AT1001 (acétate de Larazotide) est un peptide synthétique de 8 acides aminés qui antagonise la voie de la zonuline. Des essais pré-cliniques ont montré que l'acétate de larazotide est en mesure d'empêcher l'activité de la zonuline,,. Les résultats des essais cliniques de phase II ont montré que, à la suite d'un test de provocation au gluten, l'acétate de larazotide est capable d'empêcher l'hyperperméabilité induite, de diminuer de 100 fois les symptômes gastro-intestinaux ou extra-intestinaux et de bloquer l'augmentation des anticorps anti-transglutaminase tissulaire (tTG),. En outre, une étude menée sur des patients présentant des symptômes persistants malgré le respect d'un régime sans gluten strict a montré que le larazotide pouvait réduire leurs symptômes. Il est entré dans la phase III des essais cliniques chez les patients CD.

#### Diabète de type 1
Le diabète de type 1 (DT1) est une maladie auto-immune provoquée par la destruction de la cellule β du pancréas productrice d'insuline. La pathogénie exacte du DT1 n’est pas complètement comprise, mais des facteurs génétiques et environnementaux semblent être en jeu. Le DT1 partage une association génétique avec CD AU niveau des locus HLA, en particulier HLA DQ2 et DQ8. Le déclencheur du DT1 n’a pas été découvert, mais de nombreux facteurs environnementaux possibles ont été examinés, bien qu’aucun d’entre eux n’ait été confirmé en tant qu’agent causal clair du DT1. Le DT1 présente des mécanismes pathogéniques similaires aux autres troubles auto-immuns, car le déclencheur environnemental doit franchir la barrière intestinale et interagir avec le système immunitaire. Les symptômes gastro-intestinaux chez les patients DT1 ont été bien documentés, ils seraient dus à une altération de la motilité intestinale consécutive à une neuropathie autonome. Des études récentes ont décrit une augmentation de la perméabilité intestinale pour éexpliquer ces symptômes gastro-intestinaux et le développement du DT1,. Ces études, y compris celles menées chez des rats prédisposés au diabète (BBDP), qui développent spontanément un DT1, suggèrent le rôle possible de l'hyper-perméabilité de la barrière intestinale dans le DT1. Les rats BBDP présentent une hyper-perméabilité de l'intestin grêle, mais pas du côlon, qui précède la perte de tolérance au glucose d'au moins un mois. De plus, l'analyse histologique des cellules des îlots de Langehans pancréatiques au moment de la perte de la fonction barrière est normale. Ces études montrent que l'hyper-perméabilité intestinale se produit avant les dommages histologiques et la perte de tolérance au glucose qui sont observés chez les DT1. Des expériences ultérieures ont confirmé ces résultats et ont montré que l'hyper-perméabilité intestinale est dépendante de la zonuline. En outre, l'administration orale de l'AT1001 (acétate de larazotide) chez les rats BBDP, en bloquant la voie de la zonuline, corrige l'hyper-perméabilité intestinale et réduit l'incidence du diabète.
L'implication de la zonuline découverte dans le DT1 des rats BBDP a également été confirmée chez l'humain, montrant que 50 % environ des patients DT1 ont présenté une augmentation des taux de zonuline sérique, certains d'entre eux montrant ces modifications dans la phase prédiabétique de la maladie. Fait intéressant, un sous-ensemble (environ 25 %) de parents au premier degré de patients DT1 présentent également une augmentation de la zonuline sérique. Ces données suggèrent que la zonuline joue un rôle dans la pathogenèse du DT1 chez des patients prédisposés.

#### Maladie inflammatoire de l'intestin
L’hyperperméabilité intestinale joue un rôle crucial dans la pathogenèse de la rectocolite ulcérohémorragique ou RCUH,,,,. On a montré une relation directe entre l'hyper-perméabilité de l'intestin grêle et le développement d'une colite. Le traitement avec l'inhibiteur de zonuline AT-1001 a entraîné une réduction significative de la gravité de la colite. L'hyper-perméabilité de l'intestin grêle aux antigènes bactériens ou alimentaires active le système immunitaire sous-jacent dont certaines cellules migrent vers le gros intestin, y aggravant la colite. Par conséquent, la restauration d'une perméabilité normale de l'intestin grêle constitue une option thérapeutique efficace contre la colite. Il faut notamment rechercher et traiter une éventuelle colonisation bactérienne chronique de l'intestin grêle (CBCG) (ou SIBO). 

#### Sclérose en plaques
Les patients atteints de sclérose en plaques (SEP) présentent une hyper-perméabilité des barrières aussi bien hémato-encéphalique (BHE) qu'intestinale. Ils présentent une augmentation des taux de zonuline sérique, mais uniquement lors des poussées. Le modèle expérimental d'encéphalomyélite auto-immune (EAE en anglais) chez la souris démontre que la perméabilité et la zonuline intestinales augmentent avant l'apparition des symptômes neurologiques, y suggérant son rôle crucial.

### Troubles métaboliques et obésité

#### Obésité
L’obésité est associée à une inflammation chronique,,. Dans un modèle de souris obèse, on observe une hyper-perméabilité intestinale et une augmentation de l'absorption des macromolécules. Les patients obèses risquent de développer un syndrome métabolique: hyper-cholestérolémie, résistance à l'insuline puis diabète de type 2 (DT2), maladie coronarienne, hypertension artérielle et risque d'accident vasculaire cérébral. Chez les sujets obèses, la zonuline sérique est augmentée,,, corrélée à une dysbiose intestinale qui favorise l'hyper-perméabilité intestinale notamment pour l'endotoxine (lipopolysaccharide ou LPS). Le tout expliquant la micro-inflammation observée lors de l'obésité.
La zonuline est non seulement associée à l'obésité, mais également à ses complications métaboliques. La zonuline sérique est augmentée chez les patients atteints de DT2,. La sensibilité à l'insuline et la zonuline sérique sont modulées par l'IL-6, le promoteur de la zonuline étant sous le contrôle de l'IL-6. En outre, la zonuline sérique est supérieure chez les enfants obèses atteints de stéatose hépatique non alcoolique (NAFLD) par rapport aux enfants obèses sans NAFLD et est en corrélation avec la sévérité de la stéatose. 

#### Syndrome des ovaires polykystiques
Le syndrome des ovaires polykystiques (SOPK) (PCOS en anglais) est une endocrinopathie chez les femmes en âge de procréer, due à des taux élevés d'androgènes. La génétique et l'environnement contribuent tous deux au développement du SOPK. La majorité des femmes atteintes sont en surpoids et présentent une résistance à l'insuline. Le SOPK se caractérisant par une inflammation chronique, l'augmentation de la zonuline y est associée à une altération de la perméabilité intestinale ainsi qu'à une dysbiose du microbiote intestinal. 

### Maladies pulmonaires
Le poumon est une autre surface muqueuse où l'altération des jonctions serrées joue un rôle dans le développement de diverses maladies. 

#### Lésion pulmonaire aiguë
Des extravasations de liquide plasmatique au sein des poumons sont observées lors de lésions pulmonaires aiguës et du syndrome de détresse respiratoire aiguë. La zonuline y est impliquée via le désassemblage des jonctions serrées de l'épithélium des alvéoles pulmonaires. Le blocage de la zonuline par AT-1001 ou par des anticorps neutralisants en réduit la gravité. La zonuline et son peptide agoniste, AT-1002, aggravent la pathologie en déclenchant une hyper-perméabilité pulmonaire. Le mécanisme passe par l'activation du système du complément dépendant de la zonuline. 

#### Asthme
Une hyper-perméabilité pulmonaire et intestinale est impliquée dans d'autres maladies pulmonaires comme l'asthme,. Certains patients asthmatiques présentent une augmentation de la zonuline sérique et 40 % environ ont une hyper-perméabilité intestinale. Les muqueuses pulmonaire et intestinale sont des voies par lesquelles des antigènes spécifiques peuvent accéder à la sous-muqueuse, une exposition ultérieure au système immunitaire entraînant une inflammation des poumons.

### Maladies cardiaques

#### Maladie coronarienne
La maladie coronarienne est une cause majeure de décès dans le monde. Plusieurs études ont montré un lien entre des agents pathogènes infectieux et la coronaropathie,,. Ces patients présentent une augmentation de la zonuline et des entérobactéries dans le sang, ces dernières sont détectées dans des biopsies de plaques d'athérosclérose. La translocation bactérienne dépendant de la zonuline entraîne une augmentation de la bactériémie, avec l'apparition subséquente de plaques d'athérosclérose conduisant à la coronaropathie.

### Troubles neurologiques
La barrière hémato-encéphalique (BHE) est notamment formée de cellules endothéliales séparant le sang et le cerveau. La zonuline module les jonctions serrées endothéliales et sa dérégulation est impliquée dans la pathogenèse des troubles neurologiques.
La zonuline est impliquée dans des tumeurs cérébrales, en particulier les gliomes,, où son augmentation est corrélée au degré de malignité et à la dégradation de la BHE. Des études in vitro sur une lignée de cellules de gliome ont montré que la zonuline y est exprimée en quantité élevée. La zonuline induit la transmigration des cellules progénitrices neuronales à travers la BHE.

### Maladies infectieuses systémiques

#### Septicémie
L'hyper-perméabilité intestinale est impliquée dans la pathogenèse et la progression de la septicémie, en effet, dans un modèle expérimental de sepsis les jonctions serrées sont altérées. Chez les patients atteints de septicémie, les taux de zonuline sérique sont augmentés. La septicémie post-chirurgicale continue d'être une complication fréquente malgré les progrès des techniques chirurgicales et des soins péri-opératoires. La zonuline pourrait être un facteur clé de la septicémie postopératoire. Les traitements des dysbioses intestinales, notamment avec des probiotiques, réduisent la septicémie postopératoire et sont corrélés à une diminution de la zonuline. L'augmentation de la libération de zonuline par les entérocytes permet la translocation de bactéries à travers l'épithélium et favorise la septicémie.

#### HIV
L'intestin joue un rôle essentiel dans pathogenèse du virus de l'immunodéficience humaine (VIH),,. La diminution des niveaux de zonuline est corrélée à une mortalité accrue chez les patients VIH. Les traitements par maraviroc (antagoniste de récepteur de CXCR5) et raltégravir (inhibiteur de l'intégrase) augmentent la zonuline. Ces données combinées suggèrent que la voie de la zonuline module l'immunité innée et peut protéger contre l'infection par le VIH.

#### Syndrome de l'intestin irritable
La physiopathologie du syndrome de l'intestin irritable (SII) (ou IBS en anglais pour Irritable Bowel Syndrom) est inconnue, mais on y retrouve une Hyperperméabilité intestinale. Les patients atteints d'IBS associée à la diarrhée (IBS-D) présentent des niveaux sériques élevés de zonuline. Les extraits fécaux dilués de patients humains atteints d'IBS-D augmentent la perméabilité de la muqueuse intestinale de la souris lorsqu’ils sont déposés sur la surface apicale des entérocytes. Les patients IBS-D qui portent le génotype HLA-DQ2 ou DQ8 présentent une hyper-perméabilité intestinale. La zonuline, via PAR2, est impliquée dans la pathogenèse de l'IBS-D.

#### Sensibilité non-cœliaque au gluten
La sensibilité non-cœliaque au gluten (SNCG) est une maladie récemment décrite qui présente des signes cliniques similaires à la maladie cœliaque mais sans en provoquer les dommages intestinaux caractéristiques. Ces patients atteints présenteraient une hyper-perméabilité intestinale après une exposition au gluten liée à une élévation de la zonuline sérique.

#### Entéropathie environnementale
L'entéropathie environnementale (EE) est une maladie d'étiologie inconnue dans les pays en développement. L'hypothèse est que la colonisation bactérienne chronique de l'intestin grêle (CBCG ou SIBO) entraîne une hyper-perméabilité intestinale. Un passage excessif de macromolécules antigéniques et d'endotoxines déclenche une inflammation chronique conduisant à une entéropathie qui ressemble structurellement à la maladie cœliaque. Ces deux entéropathies entraînent une diminution de l’absorption des nutriments essentiels, avec éventuellement un retard de croissance. Les taux sériques de zonuline et d’autres marqueurs du dysfonctionnement de la barrière intestinale sont corrélés au retard de croissance chez les patients atteints d'EE. 

#### Entérocolite nécrosante
L'entérocolite nécrosante est une maladie dévastatrice qui affecte les prématurés, entraînant une translocation bactérienne provoquant une infection locale, une inflammation et éventuellement une nécrose de l'intestin. Des modifications de l'expression et de la localisation des protéines des jonctions serrées ont été décrites dans plusieurs études,,,,. Une étude récente démontre le rôle de la zonuline. Le traitement de cellules Caco2 avec le probiotique bifidobacterium avant leur exposition au LPS diminue la libération de zonuline et préserve la compétence des jonctions serrées. 

### Source principale de l'article
- Sturgeon, C., & Fasano, A. (2016). Zonulin, a regulator of epithelial and endothelial barrier functions, and its involvement in chronic inflammatory diseases. Tissue barriers, 4(4)